# Tomislav Glumac
Tomislav Glumac (* 15. Mai 1991 in Dubrovnik) ist ein kroatischer Fußballspieler, der für Balıkesirspor spielt.

## Karriere

### Verein
Glumac begann seine Profifußballkarriere bei Hajduk Split. Ohne ein Spiel für die Profimannschaft dieses Vereins absolviert zu haben, wurde er erst an NK Zadar ausgeliehen. In die Saison 2011/12 startete er zwar bei Hajduk und absolvierte seine erste Ligapartie, jedoch wurde er nach wenigen Spieltagen an den Stadt- und Ligarivalen RNK Split abgegeben.
Zur Saison 2014/15 wurde er vom türkischen Erstligisten Balıkesirspor als Leihgabe mit optionaler Kaufoption verpflichtet.

### Nationalmannschaft
Glumac begann seine Nationalmannschaftskarriere 2009 mit einem Einsatz für die kroatische U-18-Nationalmannschaft und durchlief bis zur kroatischen U-21-Nationalmannschaft alle nachfolgenden Jugendnationalmannschaften. Mit der U-19 nahm er an der U-19-Fußball-Europameisterschaft 2010 und mit der U-20 an der U-20-Fußball-Weltmeisterschaft 2011 teil. Während bei der U-19-EM2010 das Halbfinale erreicht wurde, schied er bei der U-20-WM2012 mit seinem Klub bereits in der Gruppenphase aus.

## Erfolge
Mit der Kroatische U-19-Nationalmannschaft
- Halbfinalist der U-19-Europameisterschaft: 2010

Mit der Kroatische U-20-Nationalmannschaft
- Teilnehmer der U-20-Weltmeisterschaft: 2011